# Verzorgingsplaats Leuvenhorst
Verzorgingsplaats Leuvenhorst is een Nederlandse verzorgingsplaats, gelegen aan de zuidzijde van de A28 Utrecht-Groningen tussen afritten 13 en 14 in de gemeente Harderwijk.
Richting Groningen: Vanenburg · Dasselaar · Leuvenhorst · Willemsbos · De Kraaienberg · Bornheim · De Markte · Dekkersland · Lageveen · Smalhorst · Peelerveld · Glimmermade
Richting Utrecht: Witte Molen · Zeijerveen · De Mussels · Panjerd · Haerst ·  't Loo · Vosbergen · De Haere · Hendriksbos · Drielander · Oldenaller · Hooglanderveen